# Малък Иргиз
Малък Иргиз (на руски: Малый Иргиз) е река в Самарска и Саратовска област на Русия, ляв приток на Волга. Дължина 235 km. Площ на водосборния басейн 3900 km².
Река Малък Иргиз води началото си от северния склон на възвишението Каменни Сърт (западната част на обширното възвишение Общ Сърт), на 138 m н.в., в южната част на Самарска област, на 9 km североизточно от село Николаевка, разположено на територията на Саратовска област. След 12 km навлиза в Саратовска област, като до село Ивантеевка тече в южна, а след това до устието – в западна посока, в широка и плитка долина, като силно меандрира. В миналото се е вливала отляво в река Волга, при нейния 1150 km, а сега се влива в Малоиргизкия залив на Саратовското водохранилище, на 23 m н.в., на 4 km северно от село Новозахаркино в северната част на Саратовска област. Основните ѝ притоци са: Чернава (75 km, ляв) и Стерех (63 km, десен). Има смесено подхранване с преобладаване на снежното. Малки Иргиз е типична степна река с ясно изразено пролетно пълноводие и лятно и есенно маловодие, когато над село Селезниха (в долното течение) системно пресъхва, а през зимата замръзва до дъно, като безотточния период продължава до 305 денонощия. Среден годишен отток в устието 6,4 m³/s. Замръзва през ноември, а се размразява през април. По течението ѝ са разположени множество, предимно малки населени места само в Саратовска област, в т.ч. районният център село Ивантеевка.